# Спей (Зеландія)
Спей (нід. Spui) — село в нідерландській провінції Зеландія. Входить до муніципалітету Тернезен.
Його площа  1,29 км², а населення станом на 2021 рік становило 190 осіб.
Перша згадка про населений пункт датується 1549 роком.

## Галерея

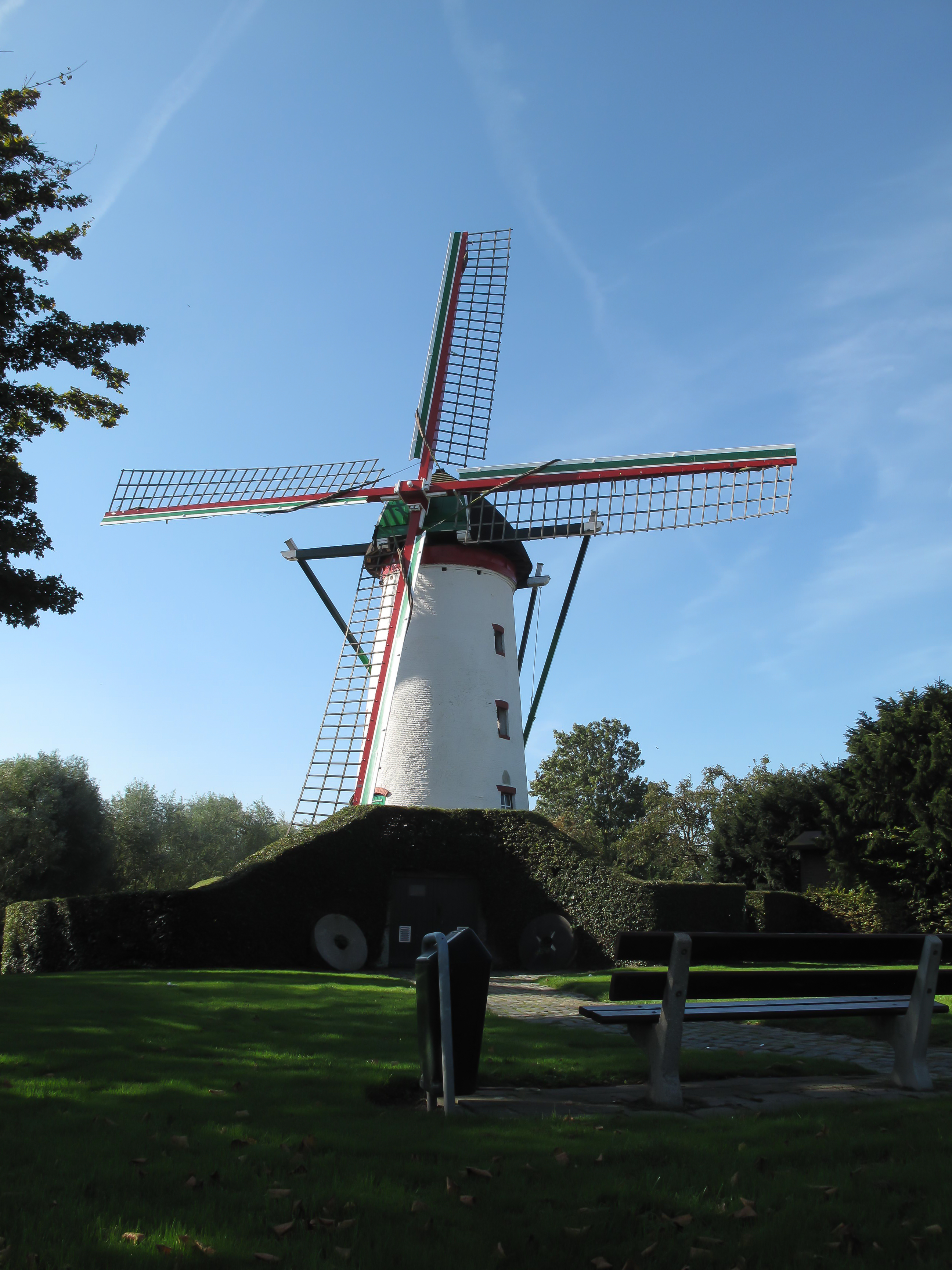
Вітряк Eben Haëzer
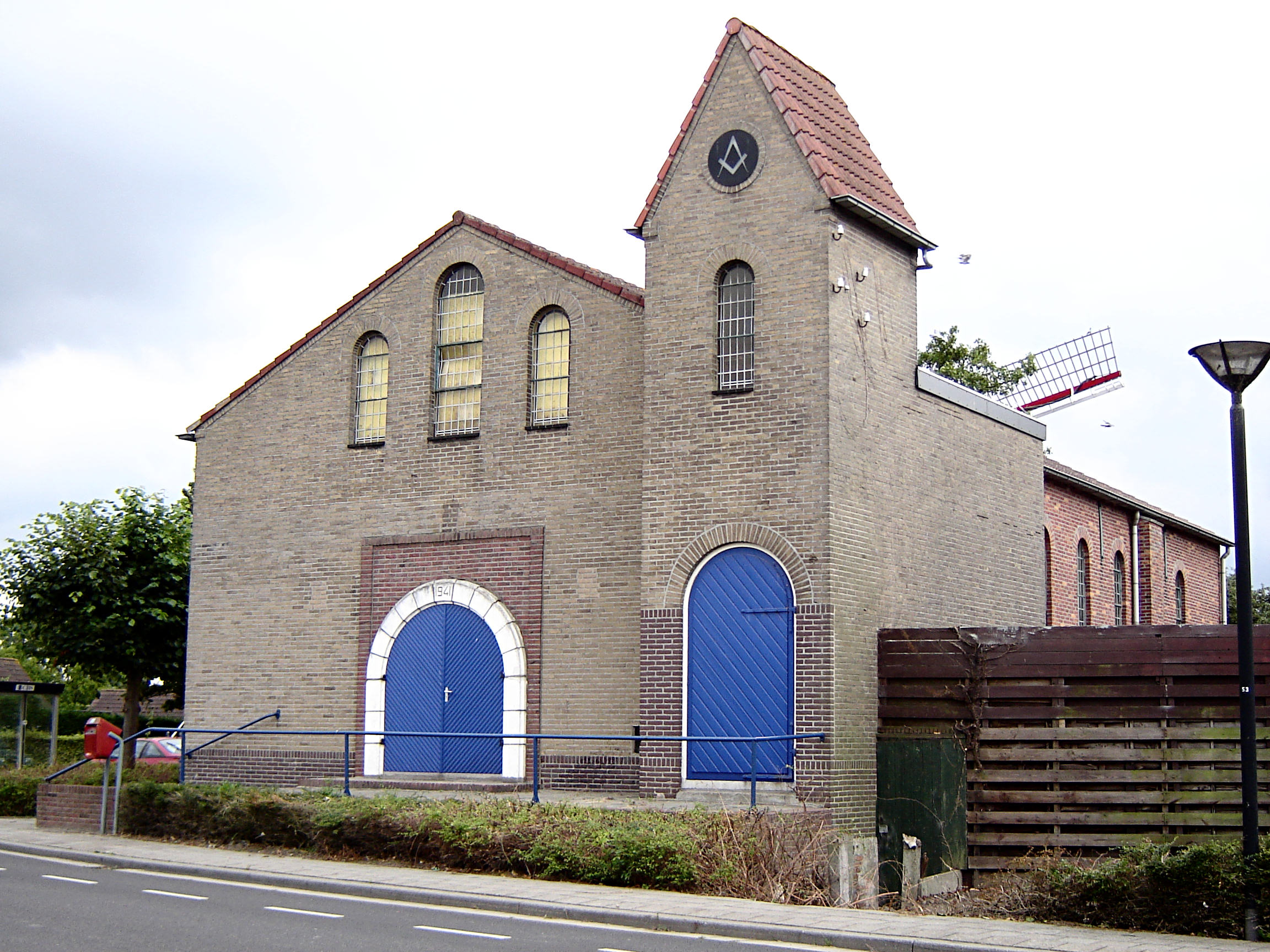
Реформістська церква